# ニカラグア湖
ニカラグア湖（ニカラグアこ、スペイン語: Lago de Nicaragua）またはコシボルカ湖（スペイン語: Lago Cocibolca）は、ニカラグアにある淡水湖。面積8029km2、最長径164kmで、ラテンアメリカではチチカカ湖に次いで2番目に広い湖であり、世界で10番目に大きい淡水湖である。

## 概要
現地の人はこの湖をLago CocibolcaまたはMar Dulce（「淡水の海」の意味）と呼ぶ。実際、この湖は水が塩分を含んでいないことを除けば海とほとんど変わりがない。西にある太平洋からの東風によって海のように波が立つ。また、オメテペ島やソレンティナメ列島のような島々がある他、淡水遡上性のあるオオメジロザメ（サン・フアン川でよく見られる）も生息することがよく知られている。また、最大のオメテペ島には二つの火山がある。さらには、定期的に強力な暴風雨を発生させることでも知られている。
ニカラグア湖は、マナグア湖からティピタパ川が流入し、サン・フアン川を通じてカリブ海に流出する。歴史的に湖岸のグラナダは、大西洋の港とされている。湖の歴史には、カリブ海の海賊の出現も記されている。川はカリブ海につながっているが、湖は太平洋に近い位置にあり、湖の中のオメテペ島の山から見ることもできる。パナマ運河の完成前、駅馬車線が狭い地峡を経て小高い丘を抜けて太平洋につながっていた。最初の大洋間をつなぐ運河の計画は、ニカラグア運河としてこのルートを利用することを考えたが、代わりにパナマ運河が作られた。ニカラグア国内では現在でも定期的に自国に運河を作る計画が持ち上がる。
南岸のサン・フアン川との間のロス・グアトゥソス地域は1997年に、東岸のサン・ミゲリートの湿地システムと北西岸のティスマ湖一帯は2001年にそれぞれラムサール条約登録地となった。